# Максвитис, Миндаугас
Миндаугас Максвитис (лит. Mindaugas Maksvytis; род. 20 января 1980, Клайпеда) — литовский футболист, вратарь.

## Биография
Воспитанник клайпедской футбольной школы, тренер Альгирдас Вайткус. Начинал играть на взрослом уровне за клуб «Атлантас» (Клайпеда), в его составе дебютировал в высшем дивизионе Литвы 15 ноября 1997 года в матче против вильнюсского «Локомотива» (0:2), заменив на 72-й минуте Саулюса Адомаускаса. В сезоне 1998/99 перешёл в вильнюсский «Жальгирис», где поначалу не смог закрепиться в основе, сыграв один матч в июне 1999 года. Чемпион Литвы сезона 1998/99. В этот период также выступал на правах аренды за столичные «Жальгирис-2», «Локомотив», «Ардена», «Полония» в высшем и первом дивизионах. Выступая за «Полонию», стал в 2001 году победителем первой лиги Литвы и был признан лучшим вратарём турнира. В 2002 году вернулся в основу «Жальгириса», сыграл за сезон 21 матч в чемпионате и 4 игры в Кубке Интертото, его клуб финишировал в чемпионате на четвёртом месте.
В 2003 году перешёл в «Полонию» (Варшава), но в течение года не сыграл за клуб ни одного матча в чемпионате, однако провёл 2 матча в Кубке Интертото против казахстанского «Тобола» (0:3 и 1:2) и одну игру в Кубке Польши. В 2004 году выступал в чемпионате Латвии за «Ригу», сыграл 10 матчей, а его клуб занял шестое место из восьми участников. В 2005 году вернулся в родной город и провёл два сезона за «Атлантас», однако не был основным вратарём, сыграв за это время 3 матча. В сезоне 2007 года также был в заявке клуба, но не сыграл ни одного матча и в итоге завершил профессиональную карьеру. В дальнейшем играл за любительские команды Клайпеды.
Выступал за юношескую и молодёжную сборную Литвы. Участник финального турнира чемпионата Европы среди 18-летних 1998 года, где во всех матчах оставался запасным. Также участвовал в Европейском юношеском олимпийском фестивале (Лиссабон, 1997).